# Belvosia formosa
Belvosia formosa är en tvåvingeart som beskrevs av Aldrich 1928. Belvosia formosa ingår i släktet Belvosia och familjen parasitflugor. Inga underarter finns listade i Catalogue of Life.